# Amairani
Amairani Romero Gutiérrez (Ciudad de México, México; 6 de abril de 1970), más conocida simplemente como Amairani, es una actriz mexicana que debutó en la televisión en 1988 en la telenovela Dulce desafío. Es hija de la actriz Anabel Gutiérrez.

## Carrera en los años noventa
Amairani debutó en las pantalla chica utilizando el apellido de su madre, su primera actuación en telenovela la obtuvo en 1988 en la telenovela Dulce desafío interpretando a Rocío, de ahí quedó embarazada y dejó a un lado su carrera como actriz.
Posteriormente aparece en la telenovela Simplemente María en 1989 con el personaje de Laura Rivera del Villar, siguió su carrera en su papel de la villana Consuelo en la telenovela Mágica juventud en 1992.
Posteriormente participa en la telenovela Más allá del puente en 1993 interpretando a Lupita, personaje que interpretó Itatí Cantoral en su antecesora De frente al sol. En 1994 participa en la telenovela Marimar interpretando a la malvada Natalia Montenegro, quien fuera antagonista de la historia.
En esta etapa de su trayectoria, su último personaje en la televisión lo obtuvo en la telenovela La sombra del otro en 1996.

## Regreso a la actuación
Se retiró algunos años de la carrera artística para ser madre. Después de 11 años de ausencia, la actriz regresó a la televisión en la serie de Silvia Pinal en Mujer, casos de la vida real. Posteriormente, en 2007 hace una participación especial en Lola, érase una vez; luego de esto el productor José Alberto Castro le ofreció participar en 30 capítulos de la telenovela Palabra de mujer y a pesar de que fueron pocos capítulos fueron satisfactorios para ella. Después en 2009 participa en la telenovela Camaleones interpretando a la Señora del Rincón.
En 2009-2010 interpretó a la malvada Federica Martínez en el melodrama de Nathalie Lartilleux en Mar de amor. Ese mismo año, en 2010, obtuvo un pequeño papel en Soy tu dueña al lado de Lucero, David Zepeda y Fernando Colunga. En 2011, Juan Osorio la llamaría para Una familia con suerte al lado de Arath de la Torre, Mayrín Villanueva, Daniela Castro y Sergio Sendel.
En 2012, Pedro Damián la convocaría para Miss XV, una telenovela mexicana producida para Televisa en coproducción con Nickelodeon Latinoamérica y en colaboración con el canal de cable colombiano Canal RCN, protagonizada por Paulina Goto, Natasha Dupeyrón, Yago Muñoz, Jack Duarte y Eleazar Gómez. A finales de ese mismo año, José Alberto Castro la llamaría para Corona de lágrimas junto a Victoria Ruffo, Maribel Guardia, África Zavala y Mane de la Parra y los niños Adrián Escalona y María José Mariscal.
En 2018 participó en la novela Like La leyenda, en donde interpreta a María Inés, la madre de María Asunción del Dulce Nombre (Machu Salas), quien fue interpretada por su hija en la vida real, Macarena García Romero.

## Trayectoria

### Telenovelas
- Vivir de amor (2024): Elena Sandoval del Olmo[1]
- Si nos dejan (2021): Maruja Vargas de Guerra[2]
- 100 días para enamorarnos (2020-2021): Directora. Martha Gutierrez
- La reina soy yo (2019): Marlene Cosme
- Like (2018-2019): María Inés
- Por amar sin ley (2018): Karina de Acosta
- Me declaro culpable (2017): Luciana
- Un camino hacia el destino (2016): Macaria[3]
- Corona de lágrimas (2012-2023): Érika Cordero
- Miss XV (2012): Juana Palacios / Lady Venenosa
- Una familia con suerte (2011-2012): Catalina
- Soy tu dueña (2010): invitada en despedida de soltera
- Mar de amor (2009-2010): Federica Vallejo
- Camaleones (2009-2010): Señora del Rincón
- Atrévete a soñar (2009-2010): Janet
- Palabra de mujer (2007-2008): Sonia de San Román
- Lola, érase una vez (2007-2008): Sandra Espinosa
- La sombra del otro (1996): Cora Meléndez
- Marimar (1994): Natalia Montenegro
- Más allá del puente (1993-1994): Lupita Buenrostro
- Mágica juventud (1992-1993): Consuelo Gutiérrez
- Simplemente María (1989-1990): Laura Rivera del Villar de López
- Dulce desafío (1988-1989): Rocío

### Series de televisión
- Control Z (2021-2022): Madre de Javier
- Como dice el dicho (2011-2016; 7 episodios): Laura/Claudia/Evelyn/Laila/Roberta/Rossana/Lucy
- La rosa de Guadalupe (2008-2017; 20 episodios)
- Dulce compañía (2008): Tere
- Con todo mi amor (2009): Zoila
- De color de rosa (2009): Gabriela
- Otro cuento de Navidad (2009): Azela
- Otra ventana (2010): Fernanda
- Los Reyes Magos sí son mágicos (2011): Gabriela
- El amor verdadero (2012): Susana
- El héroe (2013): Amanda
- Beber por los ojos —Eyeballing— (2013): Victoria
- En el paraíso (2013): Camelia
- Un adiós no es para siempre (2014): Lucrecia
- Un vacío de amor (2014): Astrid
- Con M de miedo (2014): Elena
- Contrato de amor (2015): Marlene
- Pasión desenfrenada (2015): Cristian
- Hablar de Amor (2016): Kelly
- Antes de Ti (2016): Jimena
- Rebelde amor (2016): Hilda
- Solo con La Verdad (2017): Nancy
- Herencia maldita (2017): Clarisa
- Como dice el dicho (2011; “Cuando la limosna es grande, hasta el santo desconfía” y “El amor no tiene barreras, tú amas a un ser humano”)
- Vecinos (2007): madre de familia
- Mujer, casos de la vida real (2007)
- Al derecho y al derbez (1994): Cenossienta/Zulema María
- Papá soltero (1993): Cinthya